# Genderbevestigende zorg
Genderbevestigende zorg (Engels: gender affirming care) is een type transgenderzorg die preventie, diagnose en behandeling van psychische en lichamelijke klachten van transgender personen nastreeft. De zorg begint met intake en diagnose. Mogelijke componenten van een behandeling zijn psychotherapie, real-life test, puberteitsremmers, hormoontherapie en genderbevestigende operaties. Welke van deze componenten er nodig zijn bij een behandeling wordt in overleg met de behandelde persoon besloten door de zorgverlener.
Genderbevestigende zorg gaat uit van het principe dat de patiënt zelf het beste aanvoelt wat de eigen genderidentiteit is en in welke mate medische transitie gewenst is om tot een goed resultaat te komen. Een kernbegrip is daarbij het woord 'poortwachter'. De zorgmedewerker werkt mee met de wens en is zo min mogelijk een poortwachter die gewenste transitie blokkeert. In de Verenigde Staten was lange tijd het geïnformeerde toestemmingsmodel staande praktijk. Dit hield in dat de patiënt informatie kreeg over de gevolgen en deze moest kunnen begrijpen en dit bevestigen met een contract. In Nederland en België hanteert men een iets voorzichtiger beleid waarbij de specialist de eindbeslissing heeft of een patiënt bewust genoeg is om de gevolgen te begrijpen. Het Nederlandse en Belgische beleid heeft dus een diagnoseproces voorafgaand aan de transitie.
Voorbeelden van instanties die genderbevestigende zorg bieden zijn het Amsterdam UMC en het Radboudumc.

## Behandeltraject
Het behandeltraject begint doorgaans met een bezoek aan de huisarts, die de patiënt aanmeldt op een wachtlijst voor genderbevestigende zorg. Die wachtlijst is meestal erg lang. Daarna volgt een intakegesprek, gevolgd door een psychologisch evaluatietraject. Dit leidt uiteindelijk al dan niet tot het stellen van de diagnose genderdysforie. Pas daarna komen de daadwerkelijke behandelingen.

### Behandelingen
Er bestaat een breed scala aan behandelingen die onder genderbevestigende zorg vallen. Welke behandelingen gedaan worden, verschilt per patiënt, want genderbevestigende zorg is maatwerk.
Hormoonbehandelingen zijn meestal de eerste stap. Vermannelijkende hormoonbehandelingen bestaan uit het toedienen van testosteron. Vervrouwelijkende hormoonbehandelingen bestaan uit het toedienen van estradiol, wat gecombineerd wordt met een testosteronremmer als de testikels nog aanwezig zijn. De meest gebruikte testosteronremmers zijn spironolacton en cyproteronacetaat.
Er bestaan meerdere genderbevestigende operaties. Patiënten kunnen ervoor kiezen om falloplastiek (het vormen van een penis) of vaginaplastiek (het vormen van een vagina) te laten doen, maar ook mastectomie (het verwijderen van de borsten) of orchidectomie (het verwijderen van de testikelen). Verder zijn gezichtsvervrouwelijking en adamsappelcorrectie, stemverhogende operaties en haartransplantatie opties die patiënten kunnen overwegen.
Met name voor trans vrouwen is ook logopedie een optie om het stemgeluid te vervrouwelijken. Bij trans mannen zorgt de hormoonbehandeling al voor een lager stemgeluid.
Gezichtsbeharing kan worden verwijderd door middel van laserontharing of elektrolyse.

## Geschiedenis van genderbevestigende zorg
De allereerste genderbevestigende operatie ter wereld vond plaats in 1906 in Duitsland. De patiënt was een intersekse trans man genaamd Karl M. Baer. De details van de behandeling zijn verloren gegaan bij een boekenverbranding door de nazi's.
In 1919 stichtte Magnus Hirschfeld in Berlijn het Institut für Sexualwissenschaft. Elf jaar na de oprichting, in 1930, werd in dit instituut de eerste vervrouwelijkende genderbevestigende operaties uitgevoerd bij de Deense Lili Elbe, Dora Richter, Charlotte Charlaque en Toni Ebel. Bij het instituut waren Ludwig Levy-Lenz en Erwin Gohrbandt verantwoordelijk voor het uitvoeren van de man-naar-vrouwoperaties. Deze operaties kende drie verschillende fases: castratie, penisamputatie en vaginoplastiek. Bij Lili Elbe gingen ze nog verder en probeerden ze eierstokken en een rudimentaire baarmoeder te implanteren, wat dodelijke gevolgen had. Richter, Charlaque en Ebel doorstonden hun operaties echter goed en stierven allen in de jaren 1960, na de zeventig gepasseerd te zijn. Na de opkomst van de nazi's werd het instituut op 6 mei 1933 bestormd en geplunderd door de Deutsche Studentenschaft. Vier dagen later werd de overgebleven literatuur en kunst in de bibliotheek en de archieven van het instituut door studenten en leden van de Sturmabteilung naar buiten gebracht en verbrand op het Opernplatz.

### 1959: Eerste genderbevestigende operatie in Nederland
De eerste genderbevestigende operatie in Nederland die officieel in een ziekenhuis plaatsvond, werd verricht op 7 april 1959 in het Gemeenteziekenhuis in Arnhem. Het betrof een falloplastie bij een 34-jarige Duitse trans man, die al jaren als man door het leven ging en daarvoor al een mastectomie had ondergaan in Zuid-Afrika. De behandeling was in die tijd nog erg controversieel, en maar weinig artsen waren bereid eraan mee te werken. De behandeling bestond uit meerdere operaties en had een aantal complicaties, maar op de vraag of de patiënt het ook had gedaan als hij dat had geweten, antwoordde hij volmondig ja.

### Jaren zeventig: de eerste Nederlandse genderkliniek en de Genderstichting
Otto de Vaal was een pionierende endocrinoloog en toxicoloog, die begin jaren zeventig een spreekuur begon voor transgender mensen, aan wie hij soms hormonen voorschreef. Hij fungeerde vaak ook als een vertrouwenspersoon en bood samen met zijn vrouw Liselotte Demmers ook advies over kleding, make-up en lichaamstaal, en ze zamelden ook kleding in voor patiënten. Zijn spreekuur kreeg het ontzettend druk.
Het was in deze tijd nog moeilijk om een chirurg te vinden die bereid was De Vaals patiënten genderbevestigende operaties te geven, maar uiteindelijk vond hij iemand: Philip Lamaker, werkzaam in het Beatrixoord in Amsterdam. De Vaal verplaatste zijn spreekuur naar het Beatrixoord en Lamaker begon de operaties uit te voeren. Hierdoor kwamen veel genderbevestigende behandelingen, waarvoor mensen voorheen vaak naar het buitenland moesten, eindelijk ook in Nederland beschikbaar.
Op 25 januari 1972 werd door dezelfde mensen de Stichting Nederlands Gender Centrum -- kortweg de Genderstichting -- in het leven geroepen. Deze stichting was naast een vroege genderbevestigende zorgaanbieder ook een transgender belangenbehartiger. De stichting hielp mensen ook met het wijzigen van geboorteaktes, en bood ook soms financiële steun wanneer ziekenfondsen behandelingen weigerden te dekken.

### Ontwikkelingen vanaf 2000
Het gebruik van puberteitsremmers bij transgender kinderen is ontwikkeld in 1998, en in 2006 gestandaardiseerd in het zogenaamde Dutch protocol. Zowel in Nederland als in België wordt er met dit protocol gewerkt.
Sinds 2014 is het voltooien van genderbevestigende behandelingen geen voorwaarde meer voor het wijzigen van het juridisch geslacht van een transgender persoon. Een deskundigenverklaring is wel nog vereist.